# Zoran Živković (pisatelj)
Zoran Živkovič [zóran žívković] (srbsko Зоран Живковић), srbski pisatelj, esejist, raziskovalec, publicist in prevajalec, * 5. oktober 1948, Beograd.
Živković živi in deluje v Beogradu. Je poročen in ima sinova dvojčka.

## Življenje
Diplomiral je leta 1979 iz teorije književnosti na Odddelku za splošno književnost na Filološki fakulteti Univerze v Beogradu. V letu 1979 je opravil magisterij z nalogo Antropomorfizem in motiv prvega stika v delih Arthurja Charlesa Clarkea (Antropomorfizam i motiv prvog kontakta u delima Artura Klarka). Doktoriral je na isti univerzi z dizertacijo Nastanek znanstvene fantastike kot žanra umetniškega pripovedništva (Nastanak naučne fantastike kao žanra umetničke proze), ki se je leta 1983 pojavila v njegovi antologiji Sodobniki prihodnosti (Savremenici budućnosti), skupaj z obravnavanimi zgodbami.
Bil je med ustanovitelji uglednega beograjskega Društva ljubitelja fantastike Lazarja Komarčiča leta 1981. V letu 1982 je ustanovil založbo Polaris, prvo jugoslavansko zasebno založbo, kjer je izdal več kot sto knjig. Napisal in vodil je televizijsko nadaljevanko o znanstvenofanstastičnem filmu, Zvezdni ekran (Zvezdani ekran, 1984). Oddaja je kasneje služila kot osnova za knjigo kritičnih esejev z istim naslovom.
Napisal je bogato ilustrirano Enciklopedijo znanstvene fantastike (Enciklopedija naučne fantastike) v dveh delih. Leta 2000 je prenehal delovati na področju ZF in književnih raziskavah, ter se v celoti posvetil pisanju na področju pripovedništva.
V letu 2005 je beograjska televizijska postaja Studio B po njegovi zgodbi Dvanajst zbirk in čajarna (Dvanaest zbirki i čajdžinica) posnela prvo srbsko znanstvenofantastično nadaljevanko Zbiralec (Sakupljač).
Večina njegovih del je prevedena na več jezikov: ruščino, angleščino, nemščino, češčino, romunščino, korejščino. Slovenska založba Založniški atelje Blodnjak je izdala nekaj Živkovićevih del v slovenščini.

## Priznanja
Nagrade
V letu 2003 je njegova novela Knjižnica (Biblioteka) prejela Svetovno nagrado za fantazijo za najboljšo novelo.
Enciklopedija znanstvene fantastike I-II iz leta 1990 je leta 1991 prejela nagrado SFERA kot posebna stvaritev.
Njegova novela Četrti krog le leta 1994 prejela nagrado Miloša Crnjanskega, novela Most leta 2007 nagrado Isidore Sekulić. V letu 2007 je Žiković prejel nagrado Stjepana Mitrova Ljubiše za svoje življenjske dosežke v književnosti.

## Dela

### Fantastika
- Četrti krog (Četvrti krug) (1993), (prevod Slavica Boštjančić, Založniški atelje Blodnjak, Ljubljana 2006), (COBISS)
- Časovna darila (Vremenski darovi) (1997),
- Pisec (Pisac) (1998),
- Knjiga (1999),
- Nemogoča srečanja (Nemogući susreti) (2000),
- Sedem dotikov glasbe (Sedam dodira muzike) (2001),
- Knjižnica (Biblioteka) (2002), (prevod, Založniški atelje Blodnjak, Ljubljana 2008), (COBISS)
- Koraki skozi meglo (Koraci kroz maglu) (2003),
- Skrita kamera (Skrivena kamera) (2003),
- Vagon (2004),
- Štiri zgodbe do konca (Četiri priče do kraja) (2004),
- Dvanajst zbirk in čajarna (Dvanaest zbirki i čajdžinica) (2005),
- Most (2006), (prevod Bojan Meserko, Založniški atelje Blodnjak, Ljubljana 2007), (COBISS)
- Bralka (Čitateljka) (2006), (prevod Bojan Meserko, Založniški atelje Blodnjak, Ljubljana 2008), (COBISS)
- Amarkord (2007),
- Zadnja knjiga (Poslednja knjiga) (2007),
- Odeljci.

### Nefantazijska dela
- Sodobniki prihodnosti (Savremenici budućnosti) (1983), antologija,
- Zvezdni ekran (Zvezdani ekran) (1984),
- Prvi stik (Prvi kontakt) (1985),
- Enciklopedija znanstvene fantastike I-II (Enciklopedija naučne fantastike I-II) (1990),
- Ogledi o znanstveni fantastiki (Ogledi o naučnoj fantastici) (1995).

### Antologije
- Hudič v Brisbaneu (The Devil In Brisbane) (2005), uredništvo,
- Fantastična potovanja v Brisbane (Fantastical Journeys to Brisbane) (2007).

### Nefantazijsko
- Motiv prvega stika v znanstvenofantastičnih delih delih Arthurja Charlesa Clarkea (The Motif of First Contact in Arthur C. Clarke's SF Works) Arhivirano 2006-07-01 na Wayback Machine., izvleček Živkovićeve magistrske naloge na Fantastic Metropolis (angleško)
- Utopija v ´Koncu otroštva´ Arthurja Charlesa Clarkea (Utopia in ´Childhood's End´ by Arthur C. Clarke) Arhivirano 2006-10-20 na Wayback Machine. na Fantastic Metropolis (angleško)

### Intervjuji
- Intervju z Zoranom Živkovićem Arhivirano 2008-06-15 na Wayback Machine. na Strange Horizons (angleško)
- Intervju Arhivirano 2008-08-29 na Wayback Machine. na Fantasybookspot.com (angleško)
- Intervju Arhivirano 2008-02-05 na Wayback Machine. na wotmania.com (angleško)